# Edifício do Automóvel Clube de Bauru
Edifício do Automóvel Clube de Bauru é uma construção histórica de Bauru. O autor da obra é desconhecido. O local foi tombado pelo Conselho de Defesa do Patrimônio Cultural de Bauru, em 2001.
O tombamento deu-se pela importância do bem cultural na representação do estilo eclético, comum na cidade no desenvolvimento das vias férreas da região. Há quatro colunas na fachada, em estilo neoclássico. O edifício, estima-se, data de 1938 e tinha a proposta de ser um ponto de encontro da elite bauruense.
Nesse local, houve recepções a autoridades políticas paraguaias e bolivianas, além de brasileiras.
Abrigou a orquestra municipal, até 2017.